# Abell 2744
Abell 2744, также известное как скопление Пандоры — гигантское скопление галактик, результат одновременного столкновения по меньшей мере четырёх отдельных небольших скоплений галактик, которое происходило в течение 350 миллионов лет. Галактики в скоплении составляют менее пяти процентов его массы, газ (около 20 %) настолько разогрет, что он светится только в рентгеновском диапазоне. Тёмная материя составляет около 75 % массы скопления.
Это скопление также демонстрирует радиогало наряду с несколькими другими скоплениями Abell. Оно имеет сильное центральное гало, вместе с вытянутым хвостом, который может быть реликтовым излучением, или расширением центрального гало.
Ренато Дупке (Renato Dupke), член команды, которая обнаружила скопление, объяснил происхождение названия в интервью: «Мы прозвали его скоплением Пандоры, потому что так много разных и странных явлений были начаты столкновением».

## Галерея

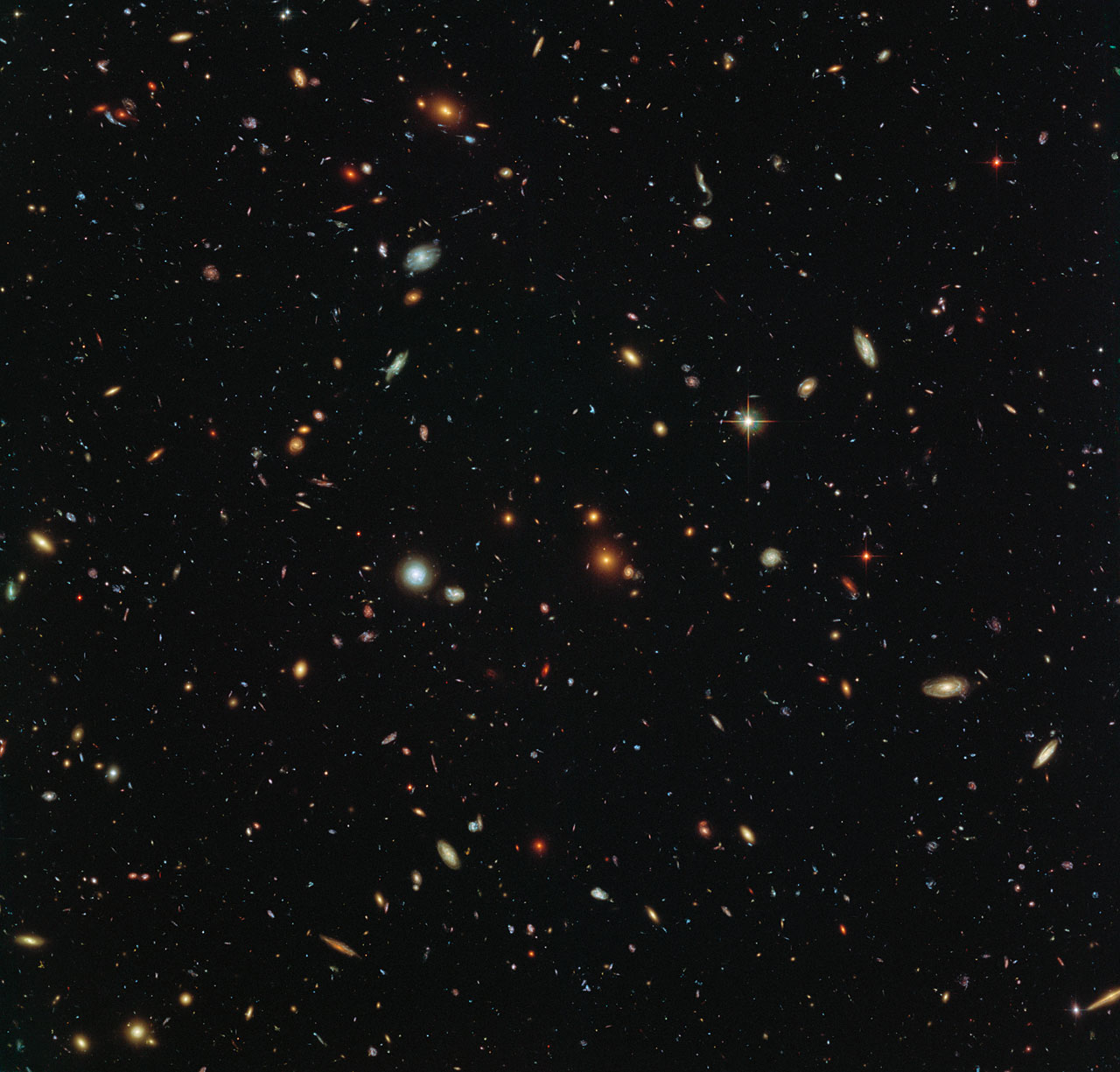
Гигантское скопление галактик Abell 2744, наблюдаемое в рамках программы Frontier Fields[6].
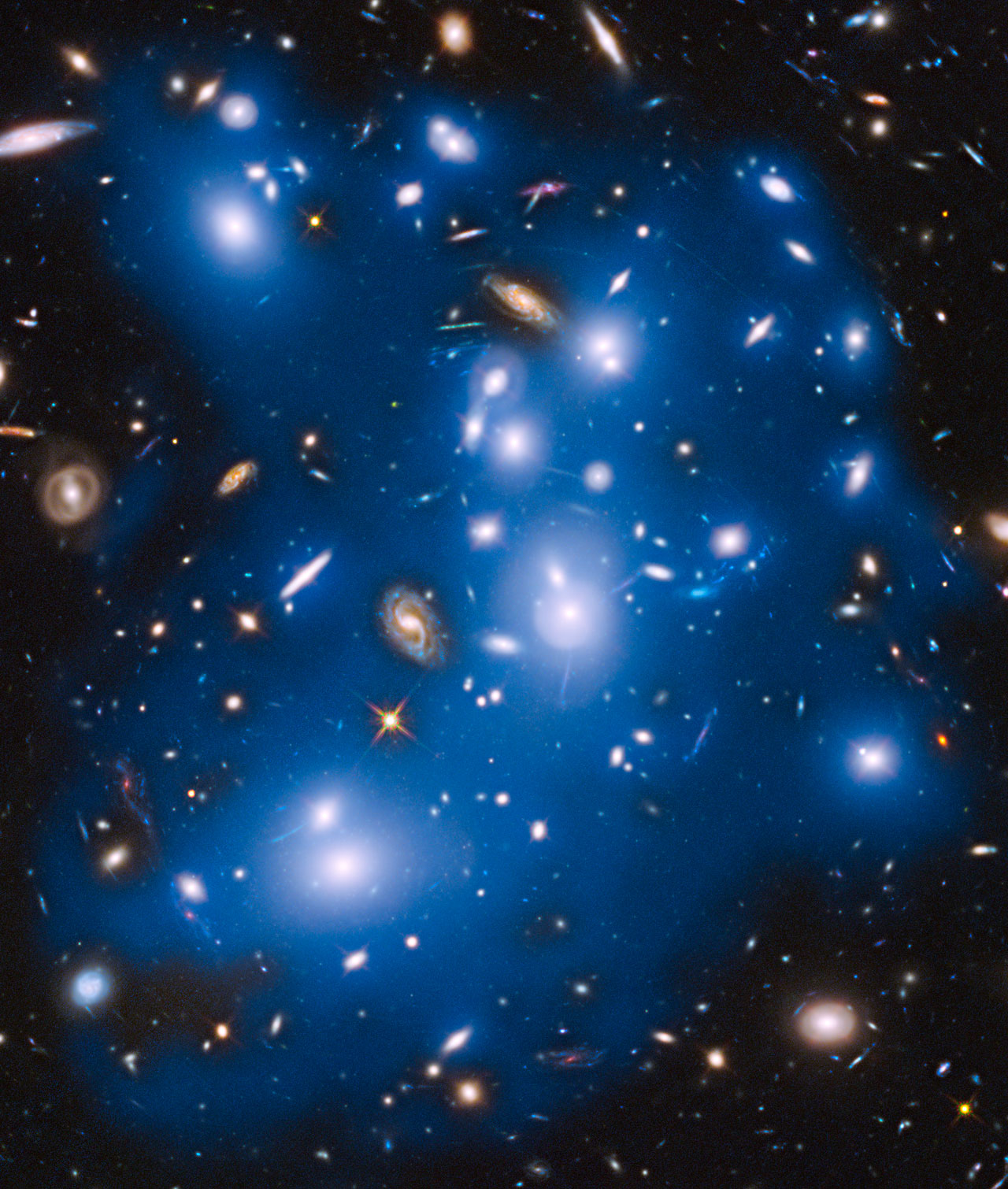
Галактики, которые не окрашены синим, находятся перед и за скоплением и не являются частью скопления[7].
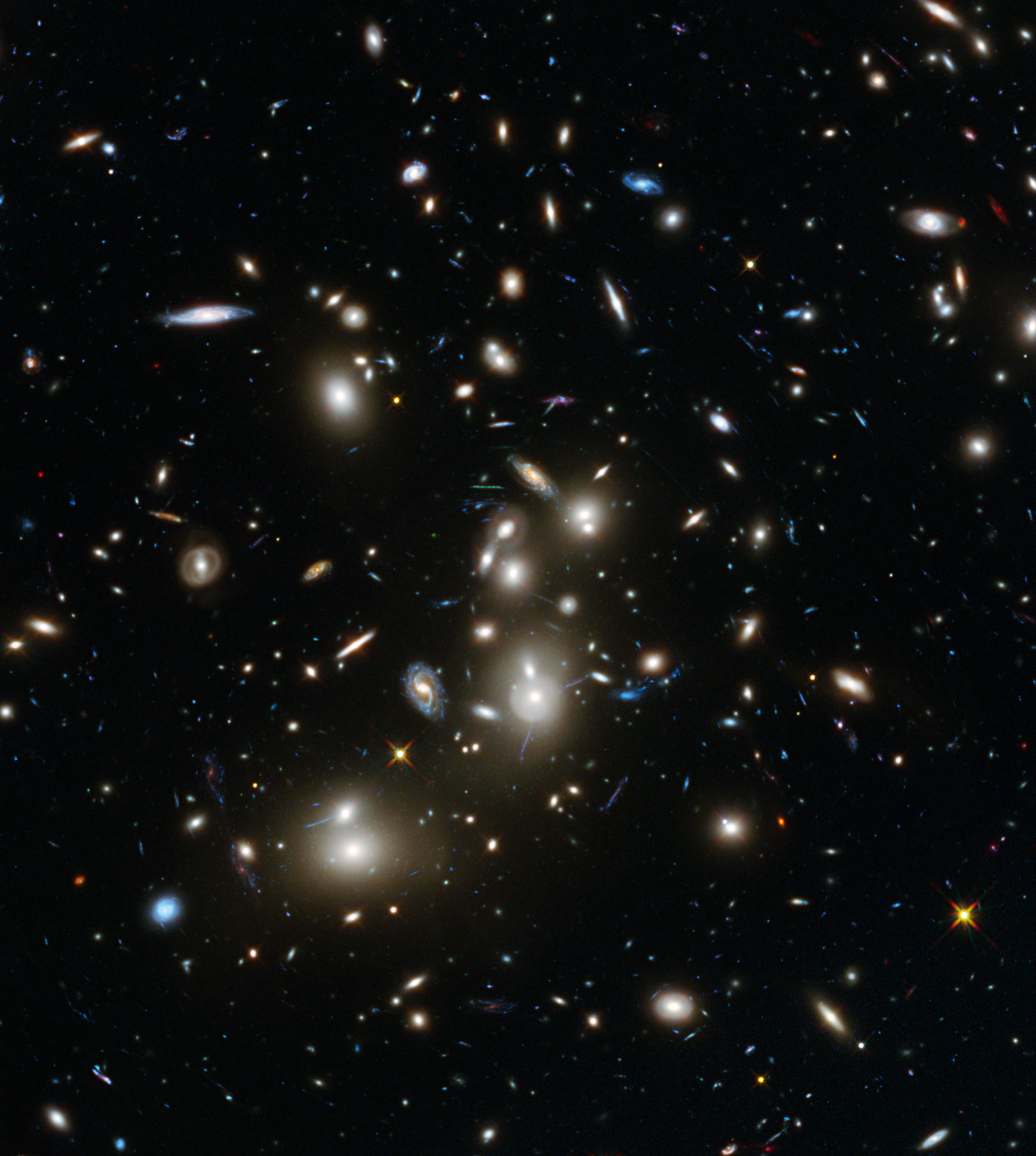
Скопление галактик Abell 2744 — программа Хаббл Frontier Fields (7 января 2014)[8].
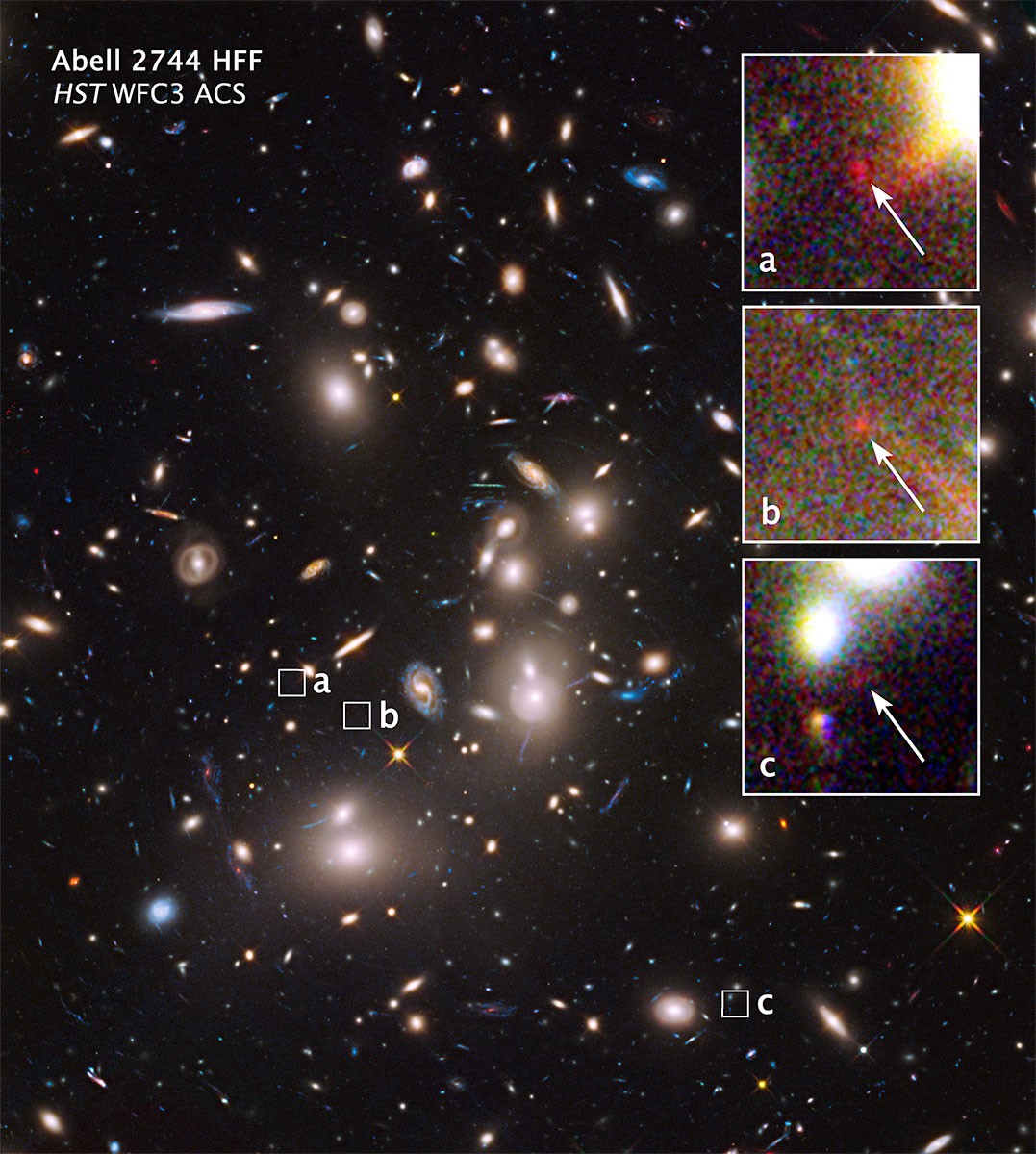
Скопление галактик Abell 2744 — чрезвычайно далёкие галактики, выявленные с помощью гравитационного линзирования (16 октября 2014)[9].

## Внешние ссылки
- Изображение в видимой части спектра — космический телескоп Хаббл (Ларс Хольм Нильсен и др.
- Видео моделирование событий слияния, которые создали Абель 2744 — космический телескоп Хаббл (Ларс Хольм Нильсен и др.)